# Cereșneve, Bar
Cereșneve (în ucraineană Черешневе) este un sat în comuna Hodakî din raionul Bar, regiunea Vinnița, Ucraina.

## Demografie
Componența lingvistică a localității Cereșneve
     Ucraineană (98,84%)
     Alte limbi (0,87%)
Conform recensământului din 2001, majoritatea populației localității Cereșneve era vorbitoare de ucraineană (98,84%), existând în minoritate și vorbitori de alte limbi.